# Provinzmuseum Yunnan

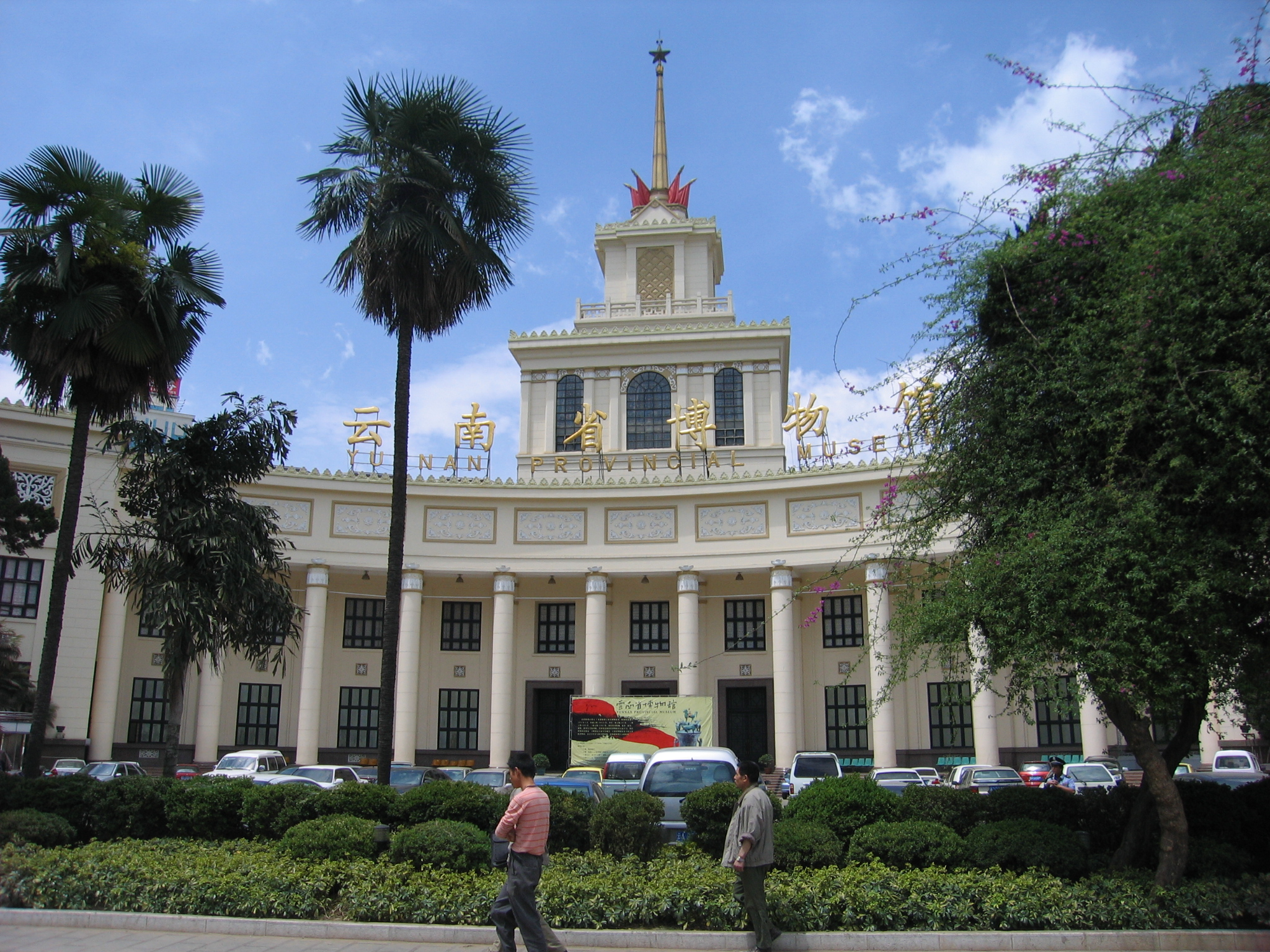
Provinzmuseum Yunnan

Das Provinzmuseum Yunnan (chinesisch 云南省博物馆, Pinyin Yúnnán Shĕng Bówùguǎn, englisch Yunnan Provincial Museum) ist ein Museum und eine chinesische Forschungseinrichtung. Das im August 1951 gegründete Museum befindet sich in Kunming in der Wuyi-Straße (Wuyi Lu 五一路) Nr. 118. Es beherbergt eine umfangreiche Sammlung zu den verschiedenen Kulturen der Minoritäten Yunnans sowie eine große Anzahl von Bronzen, darunter die berühmten Funde von Shizhaishan (Kreis Jinning) und Lijiashan (Kreis Jiangchuan). Auch die Funde aus den Batatai-Gräbern (Qujing) und den Wanjiaba-Gräbern (Chuxiong) werden hier verwahrt.